# Astracantha celakovskyana
Astracantha celakovskyana là một loài thực vật có hoa trong họ Đậu. Loài này được (Freyn & Bornm.) Podl. miêu tả khoa học đầu tiên năm 1983.